# Lothrop Stoddard
Lothrop Stoddard (29 de junho de 1883, Brookline—1 de maio de 1950), nascido Theodore Lothrop Stoddard, foi um teorista político, historiador, eugenista e advogado da anti-imigração estadunidense, o qual escreveu vários livros proeminentes no início do século XX sobre racismo científico.

## Obras
- The French Revolution in San Domingo. Nova York: Houghton Mifflin, 1914.
- Present-day Europe, its National States of Mind. Nova York: The Century Co., 1917.
- The Rising Tide of Color Against White World-Supremacy. Nova York: Charles Scribner's Sons, 1920.
- The New World of Islam. Nova York: Charles Scribner's Sons, 1921.
- The Revolt Against Civilization: The Menace of the Under-man. Nova York: Charles Scribner's Sons, 1922.
- Racial Realities in Europe. Nova York: Charles Scribner's Sons, 1924.
- Social Classes in Post-War Europe. Nova York: Charles Scribner's Sons, 1925.
- The Story of Youth. Nova York: Cosmopolitan book corporation, 1928.
- Luck, Your Silent Partner. Nova York: H. Liveright, 1929.
- Master of Manhattan, the life of Richard Croker. Londres: Longmans, Green and Co., 1931.
- Lonely America. Garden City, NY: Doubleday, Doran, and Co., 1932.
- Clashing Tides of Color. Nova York: Charles Scribner's Sons, 1935.
- Into the Darkness: Nazi Germany Today. Nova York: Duell, Sloan & Pearce, inc., 1940.

### Defensores modernos de Stoddard
- «"A Warning from the Past"» (em inglês) da controvertida revista American Renaissance.
- «Review of Into the Darkness» (em inglês) pelo Institute for Historical Review, instituição mais conhecida por sua defesa da negação do Holocausto.